# Аріс (Лімасол)
Футбольний клуб «Аріс» (грец. Άρης Λεμεσού) — кіпрський футбольний клуб з міста Лімасол. Заснований в 1930 році. Кольори клубу — біло-зелені.

## Історія
Клуб є одним із членів-засновників Футбольної асоціації Кіпру, і займав місця між 5 і 7 в 1930-ті роки.
У 1940-ві роки команда не виступала в Кіпрському першому дивізіоні і повернулася до неї лише в 1954 році, проте відразу зайняли останнє місце в елітному дивізіоні і вилетіли назад. У наступному сезоні вони стали чемпіонами у Другому дивізіоні і знову повернулися в Перший дивізіон.
Будучи однією з найслабших команд у першому дивізіоні протягом 1960-х, вони знову вилетіли в Другий дивізіон у сезоні 1969/70, де і залишалися протягом двох сезонів.
Ситуація змінилася для «Аріса» в період між 1975 і 1980 роками, коли команда займала четверту позицію в чемпіонаті в сезонах 1976/77 і 1978/79. Проте вже через два роки, в 1981 році, команда знову була понижена в класі, зайнявши останнє 14 місце. Але вже наступного сезону команди повернулася в еліту і зайняла 5 місце в сезоні 1985-86.
Найбільший успіх клубу був в 1989 році, коли команда вийшла у фінал Кубка Кіпру, де вони програли АЕЛу з рахунком 2-3.
У наступному сезоні 1989-90 років клуб підписав українця Олега Блохіна, володаря «Золотого м'яча» 1975 року, який допоміг клубу знову здобути 4 місце в чемпіонаті. Після закінчення сезону Блохін завершив свою кар'єру, а в сезоні 1992/93 команда знову вилетіла в Другий дивізіон.
У сезоні 2009/10 клуб дійшов до півфіналу Кубка.

## Досягнення
- Чемпіон Кіпру (1): 2023.
- Володар Суперкубка Кіпру (1): 2023

## Вболівальники
«Аріс» має менше число шанувальників, ніж інші клуби Лімассола, але вони дуже віддані своєму клубу. Як наслідок, її часто називають «Трьохсотка Леоніда», з посиланням на знаменитих 300 спартанських воїнів, які зупинили перську армію в Фермопілах.